# Charles Morren (football)
Pour les articles homonymes, voir Morren.
Charles Morren, né le 28 février 1992 à Lessines en Belgique, est un footballeur belge qui joue au poste de milieu de terrain au F91 Dudelange, dont il est actuellement le capitaine.

## Biographie

### En club

#### RAS Lessines-Ollignies (2013-2014)
La carrière du joueur démarre au sein de son club formateur en Belgique, au RAS Lessines-Ollignies, club amateur.

#### Union Saint-Gilloise (2014-2019)
En 2014, il rejoint l'Union Saint-Gilloise, alors en Division 3.
Avec son nouveau club, il devient rapidement titulaire et capitaine de l'équipe, devant un joueur important.

#### F91 Dudelange (2019-2023)
Le joueur quitte son pays natal en 2019 pour rejoindre le F91 Dudelange, en BGL Ligue,,.
Avec son club, il remporte le championnat à l'issue de la saison 2021-2022.

#### Swift Hesperange (2023-2025)
Après quatre saisons au sein du F91 Dudelange, il signe un contrat avec le Swift Hesperange en 2023, champion en titre de BGL Ligue.

#### Retour au F91 Dudelange (depuis 2025)
Laissé libre à l'été 2025, car à la suite d'une crise administrative et financière sans précédent frappant le Swift Hesperange tous les contrats des joueurs ont en effet été liquidés, il retourne à Dudelange, son premier club au Grand-Duché.

## Statistiques

### En club
| Saison                | Club                  | Championnat           | Championnat | Championnat | Championnat | Coupe nationale | Coupe nationale | Coupe nationale | Coupe de la Ligue | Coupe de la Ligue | Coupe de la Ligue | Compétition(s) continentale(s) | Compétition(s) continentale(s) | Compétition(s) continentale(s) | Compétition(s) continentale(s) | Autres compétitions | Autres compétitions | Autres compétitions | Autres compétitions | Total | Total | Total |
| Saison                | Club                  | Division              | M.          | B.          | P.d.        | M.              | B.              | P.d.            | M.                | B.                | P.d.              | Comp.                          | M.                             | B.                             | P.d.                           | Comp.               | M.                  | B.                  | P.d.                | M.    | B.    | P.d.  |
| 2014-2015             | Union Saint-Gilloise  | Division 3B           | 32          | 5           | 0           | 2               | 0               | 0               | -                 | -                 | -                 | -                              | -                              | -                              | -                              | -                   | -                   | -                   | -                   | 34    | 5     | 0     |
| 2015-2016             | Union Saint-Gilloise  | Division 2            | 28          | 0           | 0           | 3               | 0               | 0               | -                 | -                 | -                 | -                              | -                              | -                              | -                              | -                   | -                   | -                   | -                   | 31    | 0     | 0     |
| 2016-2017             | Union Saint-Gilloise  | Division 1B           | 28          | 0           | 4           | 1               | 0               | 0               | -                 | -                 | -                 | -                              | -                              | -                              | -                              | PO2                 | 5                   | 1                   | 0                   | 34    | 1     | 4     |
| 2017-2018             | Union Saint-Gilloise  | Division 1B           | 27          | 0           | 1           | 2               | 0               | 0               | -                 | -                 | -                 | -                              | -                              | -                              | -                              | PO                  | 6                   | 0                   | 0                   | 35    | 0     | 1     |
| 2018-2019             | Union Saint-Gilloise  | Division 1B           | 14          | 0           | 0           | 3               | 0               | 0               | -                 | -                 | -                 | -                              | -                              | -                              | -                              | PO2                 | 2                   | 0                   | 0                   | 19    | 0     | 0     |
| Sous-total            | Sous-total            | Sous-total            | 129         | 5           | 5           | 11              | 0               | 0               | -                 | -                 | -                 | -                              | -                              | -                              | -                              | -                   | 13                  | 1                   | 0                   | 153   | 6     | 5     |
| 2019-2020             | F91 Dudelange         | Division Nationale    | 12          | 0           | 0           | 2               | 0               | 0               | 1                 | 0                 | 0                 | C1+C3                          | 1+12                           | 0+0                            | 0+0                            | -                   | -                   | -                   | -                   | 28    | 0     | 0     |
| 2020-2021             | F91 Dudelange         | Division Nationale    | 22          | 0           | 0           | -               | -               | -               | -                 | -                 | -                 | -                              | -                              | -                              | -                              | -                   | -                   | -                   | -                   | 22    | 0     | 0     |
| 2021-2022             | F91 Dudelange         | Division Nationale    | 25          | 0           | 1           | 4               | 0               | 2               | -                 | -                 | -                 | C4                             | 2                              | 0                              | 0                              | -                   | -                   | -                   | -                   | 31    | 0     | 3     |
| 2022-2023             | F91 Dudelange         | Division Nationale    | 26          | 2           | 4           | 2               | 0               | 0               | -                 | -                 | -                 | C1+C3+C4                       | 4+1+2                          | 0+0+0                          | 0+0+0                          | -                   | -                   | -                   | -                   | 35    | 2     | 4     |
| Sous-total            | Sous-total            | Sous-total            | 85          | 2           | 5           | 8               | 0               | 2               | 1                 | 0                 | 0                 | -                              | 22                             | 0                              | 0                              | -                   | -                   | -                   | -                   | 116   | 2     | 7     |
| 2023-2024             | Swift Hesperange      | Division Nationale    | 14          | 0           | 0           | -               | -               | -               | -                 | -                 | -                 | C1+C4                          | 2+3                            | 0+0                            | 0+0                            | -                   | -                   | -                   | -                   | 19    | 0     | 0     |
| 2024-2025             | Swift Hesperange      | Division Nationale    | 15          | 0           | 2           | 1               | 0               | 0               | -                 | -                 | -                 | -                              | -                              | -                              | -                              | -                   | -                   | -                   | -                   | 16    | 0     | 2     |
| Sous-total            | Sous-total            | Sous-total            | 29          | 0           | 2           | 1               | 0               | 0               | -                 | -                 | -                 | -                              | 5                              | 0                              | 0                              | -                   | -                   | -                   | -                   | 35    | 0     | 2     |
| 2025-2026             | F91 Dudelange         | Division Nationale    | 2           | 0           | 0           | -               | -               | -               | -                 | -                 | -                 | C4                             | 2                              | 0                              | 0                              | -                   | -                   | -                   | -                   | 4     | 0     | 0     |
| Total sur la carrière | Total sur la carrière | Total sur la carrière | 245         | 7           | 12          | 20              | 0               | 2               | 1                 | 0                 | 0                 | -                              | 29                             | 0                              | 0                              | -                   | 13                  | 1                   | 0                   | 308   | 8     | 14    |

## Palmarès

### En club
| F91 Dudelange (1) | Swift Hesperange                                                                                  |
| --- | ------------------------------------------------------------------------------------------------- |
| - Championnat du Luxembourg (1) : - Champion : 2022. - Vice-champion : 2021. - Coupe du Luxembourg : - Finaliste : 2022. | - Championnat du Luxembourg : - Vice-champion : 2024. - Coupe du Luxembourg : - Finaliste : 2024. |